# Grand Prix automobile de Grande-Bretagne 1992
GP précédent GP suivant
Le Grand Prix automobile de Grande-Bretagne 1992 (British Grand Prix), disputé sur le circuit de Silverstone le 12 juillet 1992, est la 525e épreuve du championnat du monde de Formule 1 courue depuis 1950 et la neuvième manche du championnat 1992.

## Classement
| Pos. | No | Pilote             | Écurie               | Tours | Temps/Abandon                      | Grille | Points |
| ---- | -- | ------------------ | -------------------- | ----- | ---------------------------------- | ------ | ------ |
| 1    | 5  | Nigel Mansell      | Williams-Renault     | 59    | 1 h 25 min 42 s 991 (215,828 km/h) | 1      | 10     |
| 2    | 6  | Riccardo Patrese   | Williams-Renault     | 59    | + 39 s 094                         | 2      | 6      |
| 3    | 20 | Martin Brundle     | Benetton-Ford        | 59    | + 48 s 395                         | 6      | 4      |
| 4    | 19 | Michael Schumacher | Benetton-Ford        | 59    | + 53 s 267                         | 4      | 3      |
| 5    | 2  | Gerhard Berger     | McLaren-Honda        | 59    | + 55 s 795                         | 5      | 2      |
| 6    | 11 | Mika Häkkinen      | Lotus-Ford           | 59    | + 1 min 20 s 138                   | 9      | 1      |
| 7    | 9  | Michele Alboreto   | Footwork-Mugen-Honda | 58    | + 1 tour                           | 12     |        |
| 8    | 26 | Érik Comas         | Ligier-Renault       | 58    | + 1 tour                           | 10     |        |
| 9    | 28 | Ivan Capelli       | Ferrari              | 58    | + 1 tour                           | 14     |        |
| 10   | 25 | Thierry Boutsen    | Ligier-Renault       | 57    | + 2 tours                          | 13     |        |
| 11   | 3  | Olivier Grouillard | Tyrrell-Ilmor        | 57    | + 2 tours                          | 20     |        |
| 12   | 10 | Aguri Suzuki       | Footwork-Mugen-Honda | 57    | + 2 tous                           | 17     |        |
| 13   | 21 | Jyrki Järvilehto   | BMS Dallara-Ferrari  | 57    | + 2 tours                          | 19     |        |
| 14   | 15 | Gabriele Tarquini  | Fondmetal-Ford       | 57    | + 2 tours                          | 15     |        |
| 15   | 22 | Pierluigi Martini  | BMS Dallara-Ferrari  | 56    | + 3 tours                          | 22     |        |
| 16   | 8  | Damon Hill         | Brabham-Judd         | 55    | + 4 tours                          | 26     |        |
| 17   | 24 | Gianni Morbidelli  | Minardi-Lamborghini  | 53    | Pression d'huile                   | 25     |        |
| Abd. | 1  | Ayrton Senna       | McLaren-Honda        | 52    | Boîte de vitesses                  | 3      |        |
| Abd. | 4  | Andrea De Cesaris  | Tyrrell-Ilmor        | 46    | Sortie de piste                    | 18     |        |
| Abd. | 27 | Jean Alesi         | Ferrari              | 43    | Extincteur                         | 8      |        |
| Abd. | 32 | Stefano Modena     | Jordan-Yamaha        | 43    | Moteur                             | 23     |        |
| Abd. | 33 | Mauricio Gugelmin  | Jordan-Yamaha        | 37    | Moteur                             | 24     |        |
| Abd. | 29 | Bertrand Gachot    | Venturi-Lamborghini  | 32    | Roue                               | 11     |        |
| Abd. | 12 | Johnny Herbert     | Lotus-Ford           | 31    | Boîte de vitesses                  | 7      |        |
| Abd. | 16 | Karl Wendlinger    | March-Ilmor          | 27    | Boîte de vitesses                  | 21     |        |
| Abd. | 30 | Ukyo Katayama      | Venturi-Lamborghini  | 27    | Boîte de vitesses                  | 16     |        |
| Nq.  | 23 | Alessandro Zanardi | Minardi-Lamborghini  |       | Non qualifié                       |        |        |
| Nq.  | 17 | Paul Belmondo      | March-Ilmor          |       | Non qualifié                       |        |        |
| Nq.  | 14 | Andrea Chiesa      | Fondmetal-Ford       |       | Non qualifié                       |        |        |
| Nq.  | 7  | Eric van de Poele  | Brabham-Judd         |       | Non qualifié                       |        |        |
| Npq. | 34 | Roberto Moreno     | Andrea Moda-Judd     |       | Non préqualifié                    |        |        |
| Npq. | 35 | Perry McCarthy     | Andrea Moda-Judd     |       | Non préqualifié                    |        |        |

## Pole position et record du tour
- Pole position : Nigel Mansell en 1 min 18 s 965 (vitesse moyenne : 238,252 km/h).
- Meilleur tour en course : Nigel Mansell en 1 min 22 s 539 au 57e tour (vitesse moyenne : 227,936 km/h).

## Tours en tête
- Nigel Mansell : 59 (1-59)

## Statistiques
- 28e victoire pour Nigel Mansell.
- 58e victoire pour Williams en tant que constructeur.
- 38e victoire pour Renault en tant que motoriste.